# Tabogon
Tabogon là một đô thị hạng 4 của tỉnh Cebu, Philippines. Theo điều tra dân số năm 2007, đô thị này có dân số 31.942 người.

## Các đơn vị dân cư
Tabogon được chia thành 25 khu dân cư (khu phố) (barangay).
| - Alang-alang - Caduawan - Kal-anan - Camoboan - Canaocanao - Combado - Daantabogon - Ilihan - Labangon - Libjo - Loong - Mabuli - Managase | - Manlagtang - Maslog - Muabog - Pio - Poblacion - Salag - Sambag - San Isidro - San Vicente - Somosa - Taba-ao - Tapul |